# 卡茲塔爾區
49°45′54″N 48°41′06″E / 49.7651°N 48.685°E

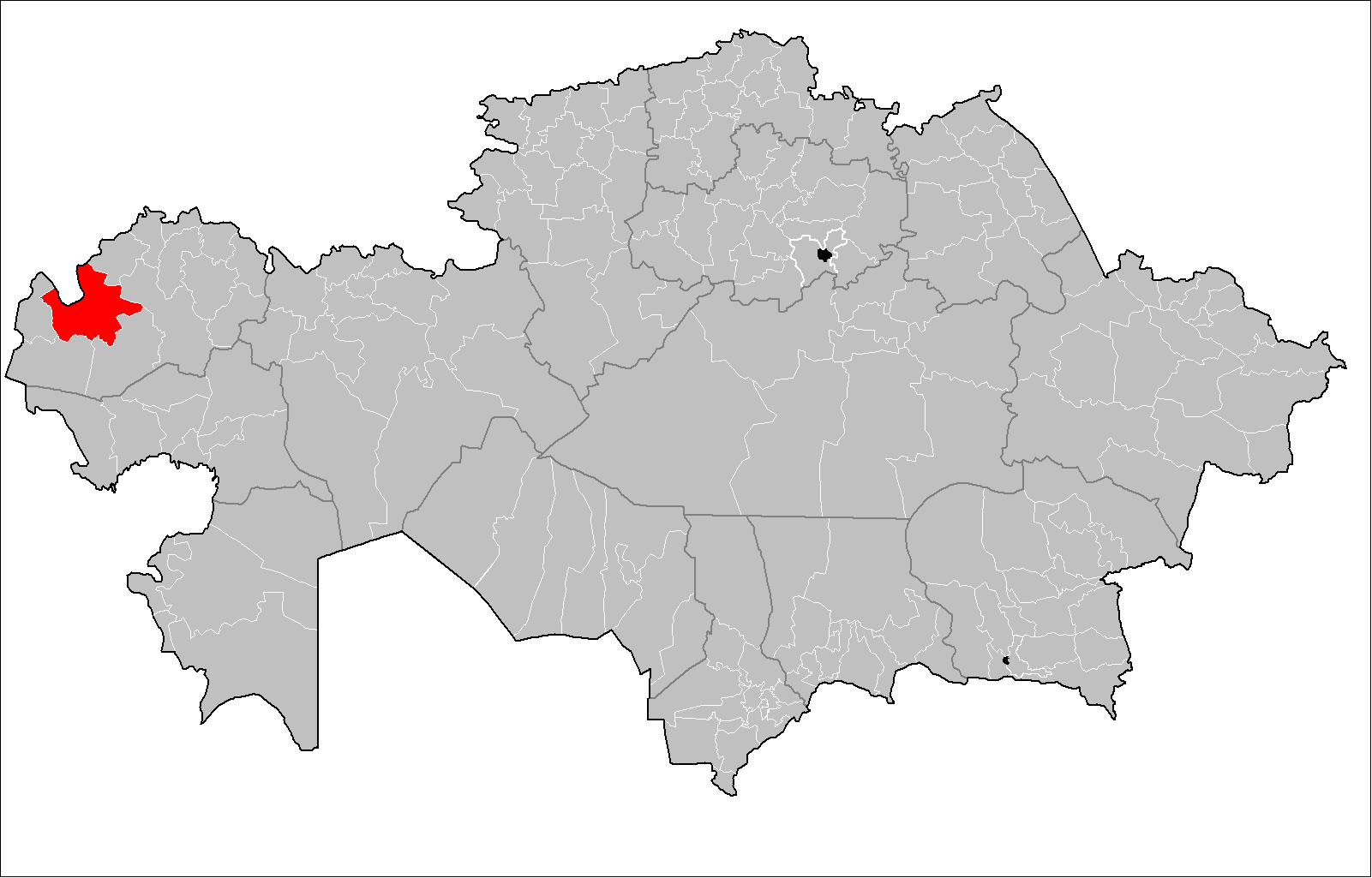

卡茲塔爾區是哈薩克斯坦的行政區，位於該國西北部，由西哈薩克斯坦州負責管轄，首府設於卡茲塔爾，始建於1928年，面積18,600平方公里，2019年人口29,129。